# Lunca Câlnicului, Brașov
Lunca Câlnicului (în maghiară Farkasvágó) este un sat în comuna Prejmer din județul Brașov, Transilvania, România.

## Așezare
Satul Lunca Câlnicului este situat în partea nord-estică a județului Brașov, pe malul stâng al râului Negru, la confluența acestuia cu Oltul, pe DN11, la o altitudinea de 500-550m. 
Coordonatele geografice 25-43 longitudine estică și 45-43 latitudine nordică plasează așezarea Lunca Câlnicului la nord de Brașov, pe drumul național DN11 (Brașov- Târgu Secuiesc) Satul are formă dreptunghiulară cu bazele la nord și sud; la vest se învecinează cu satul Dobolii de Jos, comuna Ilieni; la nord-est cu comuna Chichiș, satul aparținător Băcel; la sud-est cu comuna Prejmer și la sud-vest cu satul Podul Olt, comuna Hărman.

## Relieful
Relieful este o depresiune intercarpatică. Însăși denumirea de "Luncă" spune de la sine că este vorba de locul unde apa râului se revarsă din matca sa. Până în anul 1956 teritoriul satului era mlăștinos, însă, prin acțiunea de desecare a apelor, bălțile au dispărut. Terenul a fost mereu supus inundațiilor prin revărsarea Târlungului, combinat cu apele Râului Negru și ale Oltului.

## Clima și solul
Climatul regiunii se caracterizează printr-o temperatură medie anuală de 7,8 °C și o cantitate de precipitații de 627 mm. Analizând valorile medii ale elementelor climatice pe o perioadă îndelungată de timp (cca 35 ani) de desprinde faptul că, în regiunea cercetată, climatul se caracterizează prin temperaturi medii ale lunii celei mai reci sub -3°C, iar celei mai calde peste 10°C. Astfel, climatul regiunii este rece, cu ierni aspre și veri răcoroase și umede.
Principalul tip de sol este solul brun - roșcat de pădure, un amestec de branciog. Cuprinde o zonă mare, de la comună în direcția sudului către Purcăreni. Lunca Câlnicului are un sol format din aluviuni și lăcoviști. Pe suprafețe mici, aproape de Olt și Răul Negru, se întâlnește cernoziom.